# Stężenie pośmiertne

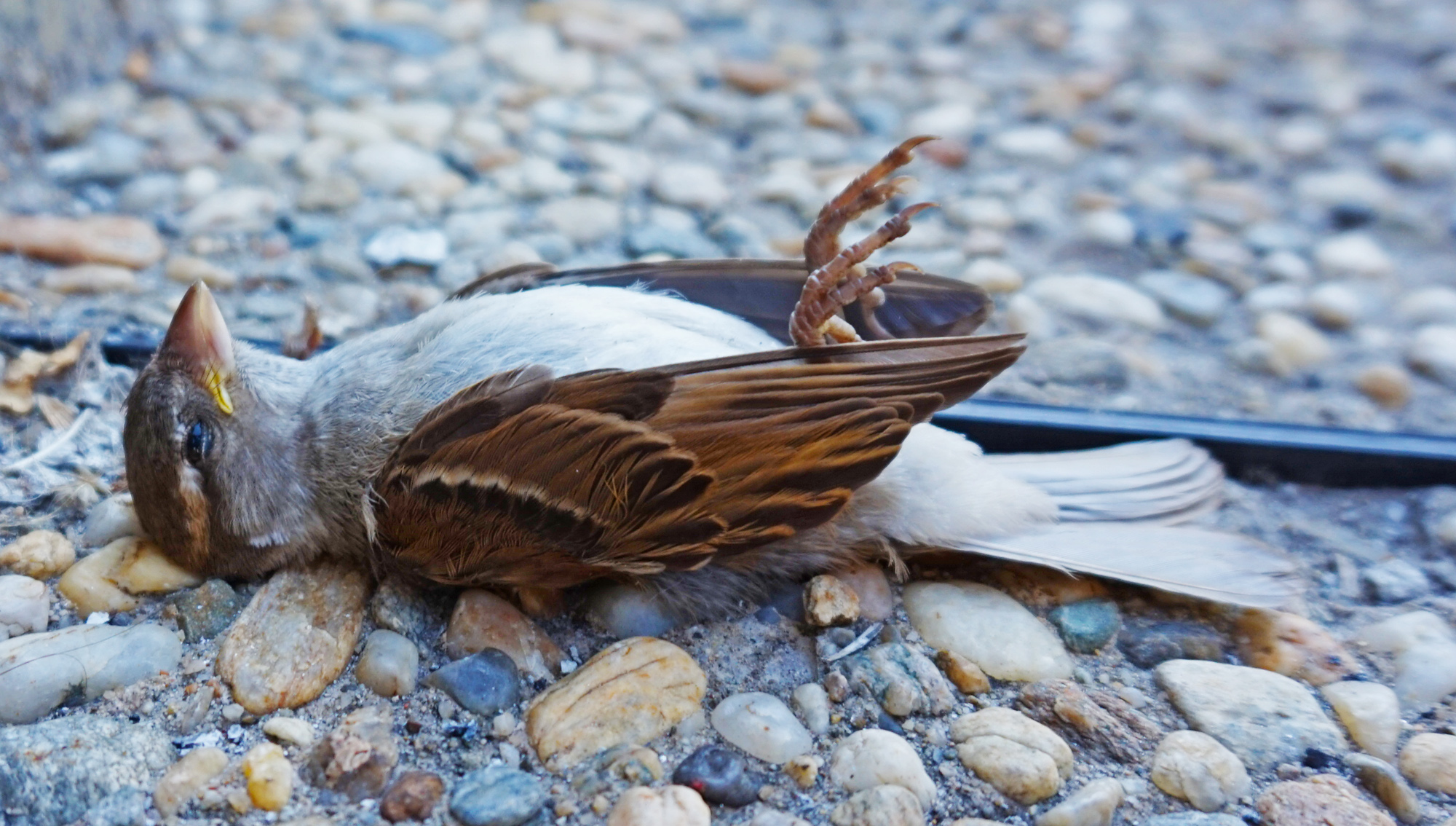
Stężenie pośmiertne u wróbla – nogi wyciągnięte w górę oraz nadal trzymane przy ciele skrzydła

Stężenie pośmiertne (łac. rigor mortis) – sztywność mięśni szkieletowych oraz mięśnia sercowego (w pewnym stopniu również mięśni gładkich) występująca po śmierci wskutek wyczerpania się energii chemicznej zgromadzonej w postaci ATP i fosfokreatyny. W mięśniach tych skurcze oraz rozkurcze miocytów (włókien mięśniowych), powodowane są łączeniem i rozdzielaniem się dwóch białek – aktyny i miozyny. W skurczonym włóknie mięśniowym tworzą one kompleks aktomiozyny, który hydrolizuje ATP, rozpadając się ponownie do aktyny i miozyny (następuje rozkurcz). Bez obecności ATP cząsteczki aktyny i miozyny pozostają związane (wówczas nie dochodzi do rozkurczu).
Zjawisko to powstaje zwykle 2–4 godziny po śmierci. Może ono jednak powstać dużo szybciej, a nawet od razu po śmierci, gdy poprzedzał ją intensywny wysiłek fizyczny, drgawki lub gorączka. W samej chwili śmierci mięśnie zazwyczaj tracą swoje napięcie (tzw. efekt wypadającego przedmiotu). Stężenie pośmiertne ustępuje po 3–4 dniach od śmierci na skutek enzymatycznego rozkładu i rozmiękania mięśni oraz pojawienia się substancji gnilnych.
Ten sam mechanizm odpowiada również za reakcję pilomotoryczną (pot. gęsia skórka), jednak wówczas dotyczy on mięśni przywłosowych.